# Bidborough
Bidborough es una parroquia civil y un pueblo del distrito de Tunbridge Wells, en el condado de Kent (Inglaterra).

## Geografía
Según la Oficina Nacional de Estadística británica, Bidborough tiene una superficie de 8,18 km².

## Demografía
Según el censo de 2001, Bidborough tenía 958 habitantes (48,85% varones, 51,15% mujeres) y una densidad de población de 117,11 hab/km². El 23,07% eran menores de 16 años, el 69,83% tenían entre 16 y 74 y el 7,1% eran mayores de 74. La media de edad era de 39,96 años. Del total de habitantes con 16 o más años, el 17,1% estaban solteros, el 70,69% casados y el 12,21% divorciados o viudos.
El 92,59% de los habitantes eran originarios del Reino Unido. El resto de países europeos englobaban al 1,98% de la población, mientras que el 5,43% había nacido en cualquier otro lugar. Según su grupo étnico, el 98,43% eran blancos, el 0,84% mestizos, el 0,42% asiáticos y el 0,31% de cualquier otro salvo negros y chinos. El cristianismo era profesado por el 79,21%, el budismo por el 0,31%, el hinduismo por el 0,31%, el judaísmo por el 0,52%, el islam por el 0,31%, el sijismo por el 0,31% y cualquier otra religión por el 0,31%. El 11,95% no eran religiosos y el 6,76% no marcaron ninguna opción en el censo.
428 habitantes eran económicamente activos, 419 de ellos (97,9%) empleados y 9 (2,1%) desempleados. Había 367 hogares con residentes, 18 vacíos y 3 eran alojamientos vacacionales o segundas residencias.